# Тамашешти (Марамуреш)
Тамашешти (рум. Tămășești) насеље је у Румунији у округу Марамуреш у општини Ариниш. Oпштина се налази на надморској висини од 190 m.

## Становништво
Према подацима из 2002. године у насељу је живело 333 становника, од којих су сви румунске националности.